# Milton Setrini
Milton Setrini Júnior, también conocido como Carioquinha (nacido el 3 de enero de 1951 en Sao Paulo, Brasil) es un jugador brasileño de baloncesto retirado. Con la selección brasileña disputó los torneos de baloncesto de los Juegos Olímpicos de Moscú 1980 y Los Angeles 1984.

## Trayectoria

### Clubes
| Club                | País   | Año         |
| ------------------- | ------ | ----------- |
| Palmeiras           | Brasil | 1969 - 1978 |
| Flamengo            | Brasil | 1978 - 1979 |
| São José            | Brasil | 1980 - 1981 |
| Sírio               | Brasil | 1981 - 1983 |
| Flamengo            | Brasil | 1983 - 1985 |
| Minas Tênis Clube   | Brasil | 1985 - 1986 |
| Nosso Clube Limeira | Brasil | 1987 - 1988 |
| Pinheiros           | Brasil | 1988 - 1989 |
| Flamengo            | Brasil | 1990 - 1991 |

## Selección nacional
Setrini jugó para la selección de baloncesto de Brasil entre 1971 y 1984. En ese periodo integró el equipo que conquistó tres veces el Campeonato Sudamericano de Baloncesto (1971, 1973 y 1983), el que terminó tercero en el Campeonato Mundial de Baloncesto de 1978, y el que obtuvo la medalla de oro en los Juegos Panamericanos de 1971 y la de plata en los Juegos Panamericanos de 1983. Además estuvo presente en dos Juegos Olímpicos.